# Drymobius
Drymobius (неотропічний рейсер)— рід неотруйних змій родини вужеві. Має 4 види.

## Розповсюдження
Мешкають на півдні США, Мексиці, у Центральній Америці, на півночі Південної Америки.

## Спосіб життя
Живуть, переважно, у густій рослинності поблизу постійного джерела води. Живиться жабами. Розмножується на початку літа. Відкладає по 6-8 яєць. З них через два місяці вилуплюються маленькі змійки 15-18 см завдовжки.

## Види
- Drymobius chloroticus (Cope, 1886)
- Drymobius margaritiferus (Schlegel, 1837)
- Drymobius melanotropis (Cope, 1876)
- Drymobius rhombifer (Günther), 1860)